# Аньда
Аньда (кит. спр. 富锦市, піньїнь: Āndá Shì) — місто-повіт в східнокитайській провінції Хейлунцзян, складова міста Суйхуа.

## Географія
Аньда розташовується на заході префектури, лежить на річці Хулань.

### Клімат
Місто знаходиться у зоні, котра характеризується вологим континентальним кліматом зі спекотним літом. Найтепліший місяць — липень із середньою температурою 23.3 °C (74 °F). Найхолодніший місяць — січень, із середньою температурою -19.4 °С (-3 °F).
| Клімат Аньда            | Клімат Аньда | Клімат Аньда | Клімат Аньда | Клімат Аньда | Клімат Аньда | Клімат Аньда | Клімат Аньда | Клімат Аньда | Клімат Аньда | Клімат Аньда | Клімат Аньда | Клімат Аньда | Клімат Аньда |
| Показник                | Січ.         | Лют.         | Бер.         | Квіт.        | Трав.        | Черв.        | Лип.         | Серп.        | Вер.         | Жовт.        | Лист.        | Груд.        | Рік          |
| Абсолютний максимум, °C | −2           | 11           | 15           | 28           | 33           | 35           | 36           | 32           | 31           | 22           | 15           | 7            | 36           |
| Середній максимум, °C   | −13          | −6           | 1            | 12           | 20           | 26           | 28           | 26           | 20           | 11           | 0            | −9           | 10           |
| Середня температура, °C | −19          | −13          | −5           | 5            | 13           | 19           | 23           | 21           | 15           | 5            | −5           | −14          | 5            |
| Середній мінімум, °C    | −25          | −21          | −11          | −1           | 6            | 13           | 18           | 16           | 10           | 0            | −11          | −20          | −2           |
| Абсолютний мінімум, °C  | −36          | −32          | −28          | −12          | −2           | 3            | 11           | 7            | 0            | −13          | −23          | −33          | −36          |
| Норма опадів, мм        | 0            | 0            | 0            | 10           | 30           | 60           | 120          | 110          | 60           | 10           | 0            | 0            | 450          |
| Днів з дощем            | 2            | 2            | 3            | 4            | 8            | 11           | 15           | 12           | 10           | 4            | 3            | 3            | 82           |
| Вологість повітря, %    | 71           | 65           | 52           | 48           | 53           | 59           | 74           | 76           | 72           | 60           | 62           | 70           | 64           |
| ----------------------- | ------------ | ------------ | ------------ | ------------ | ------------ | ------------ | ------------ | ------------ | ------------ | ------------ | ------------ | ------------ | ------------ |
| Джерело: Weatherbase    |              |              |              |              |              |              |              |              |              |              |              |              |              |